# Бугарщицы

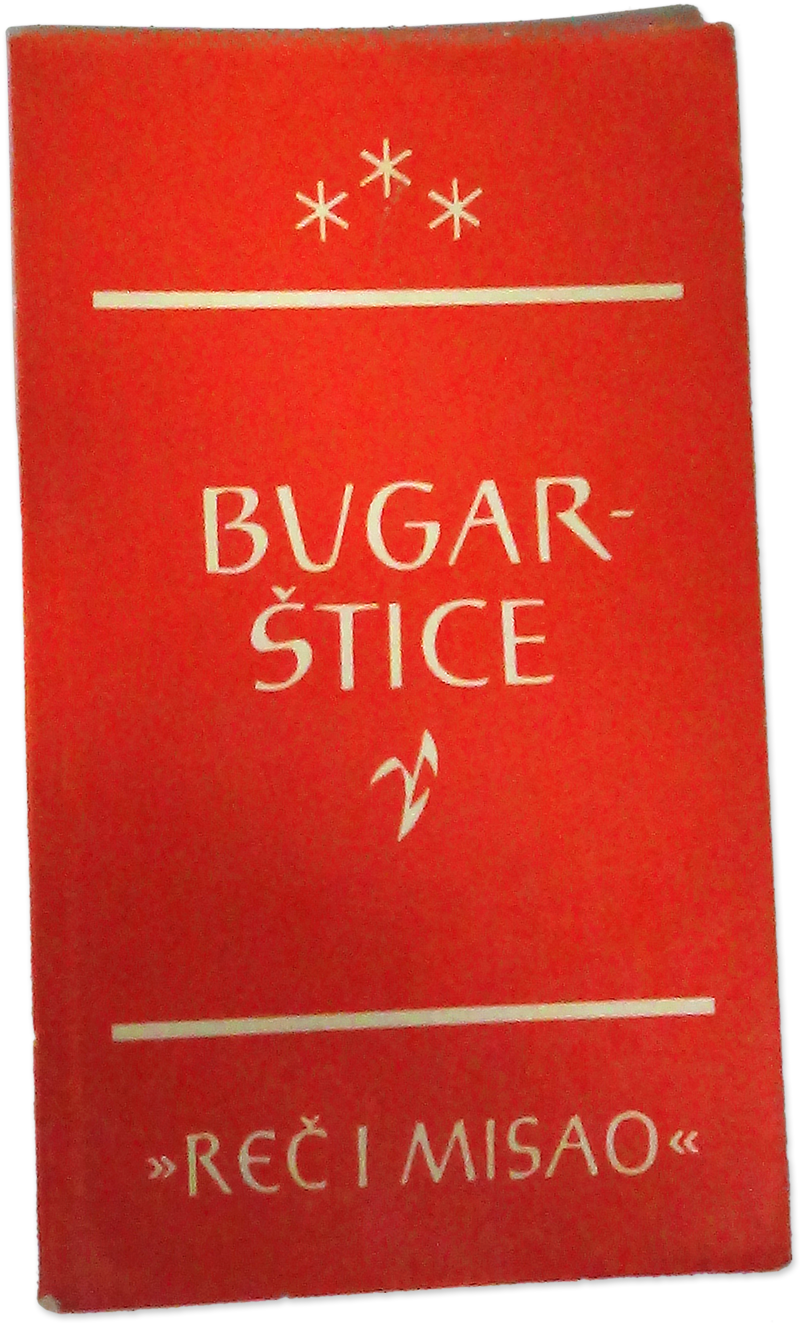
Югославское издание 1969 г.

Бугарщицы — это болгарские эпические народные песни времен османского завоевания болгарских земель. Их изучением занимались Иван Шишманов, Крсте Мисирков и многие другие научные авторитеты.
Они считаются древнейшими южнославянскими эпическими песнями XV-XVI веков. В 1977 году Мирослав Пантич опубликовал фрагмент бугарщицы 1497 года, найденный в библиотеке города Равенна. Первая такая песня была записана в 1497 году неаполитанским поэтом Рожери де Пациенца и повествует о Яноше Хуньяди, заключённом в крепость Смедерево. Её исполнили славяне в честь Неаполитанской королевы Изабеллы дель Бальцо. В ряде этих песен воспеваются Косовская битва (1389), Битва под Варной (1444) и битва на Крбавском Поле (1493).
Имя «болгарка» впервые появляется в примечаниях хорватского поэта Петара Гекторовича к двум его песням 1566 года. В XVI—XVII веках бугарщицы записывались местными поэтами и священниками в основном в Средней и Южной Далмации, в сфере влияния Дубровницкой республики. Запись одной бугарщицы была найдена в бумагах Петра Зринского.
Традиция публичного исполнения этих песен постепенно прекратилась в XVIII веке, но их тексты активно начали публиковать в XIX веке. К этому времени относятся научные споры об их происхождении. По мнению большинства исследователей, бугарщицы старше десятисложных героических песен, но существуют разные тезисы относительно происхождения и этимологии их имени. Большинство ученых полагают, что имя «бугарщицы» и производные от него «болгарки» и «болгарские песни» связано с их распространением из Болгарии через Османскую Албанию на Адриатическом побережье Далмации (Сербское Поморье).

## Примечание
1. ↑  Мисирков Крсте *8. (№ р.1.) О значении Моравского или Ресавского наречия для современной и исторической этнографии Балканского полуострова. Архивная копия от 12 июня 2021 на Wayback Machine // «Живая старина», 24-й реальный выпуск – 1897  — С. 482–485;
2. ↑  «Мать Маргарита» в переводах на русский язык. Дата обращения: 9 января 2021. Архивировано 6 марта 2021 года.
3. ↑  Примечание: См. также Крепость Бука и Османское вторжение в Италию (1480—1481).
4. ↑  Изследвания за хърватските бугарщици събра в нова студия проф. Стефана Стойкова. Дата обращения: 9 января 2021. Архивировано 28 ноября 2020 года.